# Tribus
Vérségi ill. területi alapú politikai csoportok (törzsek) az ókori Róma társadalmában.

## Vérségi tribusok
A római nemzetségek (gens) összesen 30 curiába tömörültek, ezek pedig 10-es csoportonként 1-1 tribusba. A nemzetségek vérségi alapon jöttek létre. A curia- és tribusbeosztást a hagyomány Romulusra vezeti vissza, bár a három vérségi tribus (Tities, Ramnes, Luceres) neve etruszk eredetű, akárcsak Romulusé és Rómáé. A tribus szó eredeti jelentése harmad, nyilván a vérségi törzsek számára utalva. A szó jelentése önállósult a mi törzs szavunkhoz hasonló értelmet nyerve.

## Területi tribusok
A Római Királyság bukása után a Római Köztársaság korai időszakában a plebeiusok a patriciusok elleni küzdelmük során elérték, valamikor a tizenkéttáblás törvények meghozatala utáni években, hogy a régi tribusbeosztást egy területi alapú tribusbeosztással helyettesítsék. Az ezen az alapon működő népgyűlés volt a comitia tributa. Az első négy tribus (Suburana, Palatina, Esquilina, Collina) azaz a négy tribus urbanae megfelelt Róma négy városi kerületének. Ekkorra a tribus szó elvált már eredeti harmad értelmétől. Ehhez a 4 tribushoz az i. e. 5. században járult a város körül sávosan elhelyezkedő 16 vidéki tribus (tribus rusticae). A tribusok száma egészen a fejlődés i. e. 241-ben történő lezárásáig végül 35-re emelkedett.
A területi tribusbeosztás alapján jött létre egy újabb népgyűlés, a comitia tributa, ahol a plebejusok nagyobb befolyással rendelkeztek, mint a korábban létrejött népgyűléseken.